# Асни
Асни (на арабски: أسني; на френски: Asni) е малък високопланински град в Западно Мароко, регион Марракеш – Сафи, провинция Ал-Хауз, околия Асни, община Асни.
Той е административен център на едноименните околия Асни и община Асни. Населението (според преброяването от 2014 г.) на околия Асни е от 59 881 души, а община Асни има 21 244 жители. Няма данни за броя на жителите на техния административен център Асни.

## География
Селището е разположено в равнината в подножието на планините Висок Атлас, на 42 км южно от Маракеш.
Линия на обществения транспорт (включително с камиони с отворена каросерия), няколко пъти седмично свързва Асни със селата Имлил (Imlil), Икис (Ikkiss) и други в община Асни, използвани като изходни пунктове за изкачване на върхове във Висок Атлас. До с. Имлил на юг (под връх Тубкал – най-високия в Северна Африка) води 15-километров асфалтов път, а от него на още 10 км на североизток до с. Икис се стига също по живописен път.

## Чаршия
Най-любопитеното в Асни е чаршията пред оградения със стени пазар. Тя е типично мароканско място с месарнички, магазинчета и лавки, които предлагат на изнесените пред тях малки маси печени на жар риби, пилета, кюфтета, неизменния зелен ментов чай, кафе, кока кола и др., а готвачите често притичват до магазинчетата, за да вземат прясно месо за поръчаното ястие, което бързо приготвят пред клиента и сред пушека на скарите го сервират захлупено с големи керамични капаци, обилно поръсено с млян кимион и разни екзотични подправки.